# Erwin Schrödinger
Erwin Rudolf Josef Alexander Schrödinger (nemško: [ˈɛɐ̯viːn ˈʃʁøːdɪŋɐ]), avstrijski fizik, nobelovec, * 12. avgust 1887, Dunaj, Avstro-Ogrska, † 4. januar 1961, Dunaj.
Schrödinger je deloval na področju kvantne mehanike. Pojasnil je obstoj ločenih tirov elektronov v atomu, kjer je znana njegova Schrödingerjeva valovna enačba. Iz osnov kvantne mehanike je znan njegov miselni paradoks z mačko, ki je vplival na podobne paradokse in probleme v zvezi z osnovami kvantne mehanike.
Kot fiziku mu je bilo jasno, da je zgradba žive snovi drugačna od snovi, ki jo proučujejo njegovi kolegi. Sestavni del življenja, takrat ga še niso imenovali DNK, je bil aperiodičen kristal. »V fiziki smo se dotlej ukvarjali le s periodičnimi kristali. Pohlevnemu umu fizika le-ti predstavljajo zelo zanimive in zapletene predmete in so med najbolj očarljivimi in zapletenimi zgradbami snovi, s katerimi narava draži njegove umske sposobnosti. Vendar pa so v primerjavi z aperiodičnimi kristali kar nekako preprosti in dolgočasni.« Razlika je bila podobna razliki med tapetami in tapiserijo, torej med rednim ponavljanjem vzorca in bogato, skladno spremenljivostjo umetnikove stvaritve. Fiziki so se naučili razumevati le tapete. Zato ni čudno, da so tako malo prispevali k biologiji. Njegov pogled je bil neobičajen. Obrabljena fraza je, da je življenje hkrati urejeno in zapleteno. Videti aperiodičnost kot vir posebnih značilnosti življenja pa je mejilo že skoraj na mistično. V njegovem času niti matematika niti fizika nista nudili resnične podpore za take zamisli. Nobenih orodij ni bilo, s katerimi bi se analizirala neurejenost kot gradbeni sestavni del življenja. Danes ta orodja obstajajo. 
Ko je večino svojega življenja preživel kot akademik s položaji na različnih univerzah, je Schrödinger skupaj s Paulom Diracom leta 1933 prejel Nobelovo nagrado za fiziko za svoje delo na področju kvantne mehanike, istega leta, ko je zapustil Nemčijo zaradi nasprotovanja nacizmu. V svojem osebnem življenju je živel tako z ženo kot z ljubico, kar je lahko povzročilo težave, zaradi katerih je zapustil svoj položaj v Oxfordu, sporna pa so bila tudi njegova razmerja z mladoletnicami. Nato je do leta 1938 bil na položaju v Gradcu v Avstriji do nacistične okupacije, ko je pobegnil in končno našel dolgoročno ureditev v Dublinu, kjer je ostal do upokojitve leta 1955. Umrl je na Dunaju zaradi tuberkuloze v starosti 73 let.

## Življenje

### Zgodnja leta
Schrödinger se je rodil 2. avgusta 1887 v Erdbergu, Dunaj v Avstriji. Njegov oče je bil Rudolf Schrödinger (proizvajalec vreč, botanik) in Georgine Emilia Brenda Schrödinger (rojena Bauer) (hči Alexandra Bauerja, profesorja kemije, TU Wien). Bil je njun edini otrok.
Njegova mati je bila avstrijskega in britanskega rodu, luteranka; njegov oče je bil katolik. Čeprav je bil vzgojen kot luteran, je postal ateist. Kljub temu so ga močno zanimale vzhodne religije in panteizem, in v svojih delih je uporabljal versko simboliko. Verjel je tudi, da je njegovo znanstveno delo pristop k božanskosti, čeprav v intelektualnem smislu.
Angleško se je lahko učil tudi zunaj šole, saj je bila njegova babica po materini strani Britanka. Doktorski študij je opravil med letoma 1906 in 1910 na Univerzi na Dunaju pri fizikih Franzu Serafinu Exnerju (1849–1926) in Friedrichu Hasenöhrlu (1874–1915) ter doktoriral pod Hasenöhrlovim mentorstvom. Izvajal je tudi poskuse s Karlom Wilhelmom Friedrichom »Fritzom« Kohlrauschom. Leta 1911 je Schrödinger postal Exnerjev asistent.

### Srednja leta
Leta 1914 so Schrödingerju priznali habilitacijo (venia legendi). Med letoma 1914 in 1918 je sodeloval v vojni kot častnik v avstrijskem topništvu (Gorica, Devin, Sesljan, Prosek, Dunaj). Del leta 1915 je kot topniški častnik preživel v Šempetru pri Gorici in tam pisal dnevnik. V njem se razkrivajo avtorjeva razmišljanja, kritične misli o vojni in miru, razvidno je tudi zanimanje za eksperimentalno psihologijo.
Leta 1920 je postal pomočnik Maxa Wiena v Jeni, septembra 1920 pa je dobil v Stuttgartu položaj ao. Prof. (ausserordentlicher Professor, izredni profesor). Leta 1921 je postal o. (ordentlicher Professor, tj. redni profesor) na Univerzi v Breslauu (sedaj Vroclav, Poljska). 
Leta 1921 se je preselil na Univerzo v Zürichu, leta 1927 pa je nasledil Maxa Plancka na Univerzi Friderika Viljema v Berlinu. Leta 1933 se je Schrödinger odločil zapustiti Nemčijo, ker ni odobraval nacističnega antisemitizma. Postal je štipendist na Magdalen College Univerze v Oxfordu. Kmalu po prihodu je skupaj s Paulom Diracom prejel Nobelovo nagrado. Njegovo nekonvencionalno privatno življenje, ko si je delil stanovanje z dvema ženskama, na Oxfordu ni bilo dobro sprejeto. Leta 1934 je Schrödinger predaval na Univerzi Princeton; tam so mu ponudili stalno mesto, a ga ni sprejel. Spet je verjeto težavo povzročila njegova želja, da bi si uredil hišo skupaj z ženo in ljubico. Dobil je možnost zaposlitve na Univerzi v Edinburgu, vendar je prišlo do zamud pri izdaji vizumov in na koncu je leta 1936 prevzel položaj na Univerzi v Gradcu v Avstriji. Sprejel je tudi ponudbo za mesto predstojnika Oddelka za fiziko Univerze v Alahabadu v Indiji.
Leta 1935, po obsežni korespondenci z Albertom Einsteinom, je ustvaril predlog za tisto, kar se danes imenuje miselni preizkus Schrödingerjeve mačke.

### Kasnejša leta
Leta 1938 je imel Schrödinger po priključitvi Avstrije Tretjemu rajhu težave v Gradcu zaradi bega iz Nemčije leta 1933 in znanega nasprotovanja nacizmu. Podal je izjavo, v kateri se je odrekel svojemu stališču (kasneje je to obžaloval in Einsteinu pojasnil razlog). Vendar to ni povsem pomirilo graške univerze, ki ga je zaradi politične nezanesljivosti razrešila s položaja. Dobil je navodila, naj ne zapusti države. Z ženo sta kljub temu pobegnila v Italijo. Od tam je šel na Oxford in Univerzo v Gentu.
Istega leta je prejel osebno povabilo od takratnega irskega taoiseacha Éamona de Valera, ki je bil tudi matematik, da biva na Irskem in pristal na to, da bo pomagal ustanoviti Inštitut za napredne študije v Dublinu. Preselil se je na Kincora Road, Clontarf, Dublin. Na njegovi rezidenci v Clontarfu in na naslovu njegovega delovnega mesta na trgu Merrion so postavili ploščo. Schrodinger je verjel, da ima kot Avstrijec edinstven odnos do Irske. Oktobra 1940 je pisec iz Irish Press intervjuval Schrodingerja, ki je govoril o keltski dediščini Avstrijcev, rekoč: "Verjamem, da obstaja globlja povezava med nami, Avstrijci in Kelti. Imena krajev v avstrijskih Alpah naj bi bila keltskega izvora." Leta 1940 je postal direktor Šole za teoretično fiziko in tam ostal 17 let. Leta 1948 je postal naturaliziran irski državljan, ohranil pa je tudi avstrijsko državljanstvo.
Leta 1944 je napisal What Is Life?, ki vsebuje razpravo o negentropiji in konceptu kompleksne molekule z genetskim kodom za organizme. Glede na spomine Jamesa Deweya Watsona DNA, the Secret of Life, je Schrödingerjeva knjiga Watsonu dala navdih za raziskovanje genov, kar je leta 1953 pripeljalo do odkritja strukture dvojne vijačnice DNK. Podobno je Francis Crick v svoji avtobiografski knjigi What Mad Pursuit opisal, kako so nanj vplivale Schrödingerjeve špekulacije o tem, da bi lahko bile genetske informacije shranjene v molekulah.
Schrödinger je ostal v Dublinu do upokojitve leta 1955. Leta 1956 se je vrnil na Dunaj (položaj ad personam). Na pomembnem predavanju med Svetovno energetsko konferenco je zavrnil govor o jedrski energiji zaradi skeptičnosti do nje in je namesto tega imel filozofsko predavanje. V tem obdobju se je Schrödinger oddaljil od prevladujoče definicije delčnovalovne dualnosti v kvantni mehaniki in je promoviral samo idejo o valovih, kar je povzročilo veliko polemik.

### Tuberkuloza in smrt
Schrödinger je bolehal za tuberkulozo in je v dvajsetih letih 20. stoletja večkrat bival v sanatoriju v Arosi. Tam je nastala njegova valovna enačba. 4. januarja 1961 je Schrödinger umrl na Dunaju zaradi tuberkuloze, star 73 let. Anny je ovdovela. Pokopali so ga v Alpbachu v Avstriji na katoliškem pokopališču. Čeprav ni bil katoličan, je duhovnik, odgovoren za pokopališče, dovolil pokop, potem ko je izvedel, da je bil Schrödinger član Papeške akademije znanosti. Njegova žena Anny (rojena 3. decembra 1896) je umrla 3. oktobra 1965. 

### Zasebno življenje
6. aprila 1920 se je Schrödinger poročil z Annemarie (Anny) Bertel. Ko se je leta 1938 preselil na Irsko, je pridobil vizume zase, za svojo ženo in še za gospo Hilde March. March je bila žena avstrijskega kolega in Schrödinger je z njo leta 1934 dobil hčerko. Schrödinger je osebno pisal taoiseachu Éamonu de Valera, da bi pridobil vizum tudi za Hilde March. Oktobra 1939 se je ménage à trois preselila v Dublin.
Eden od Schrödingerjevih vnukov, Terry Rudolph, je šel po njegovih stopinjah kot kvantni fizik in poučuje na Imperialnem kolidžu v Londonu.

#### Obtožbe o spolnih zlorabah
Schrödinger je beležil svoje spolne stike, vključno z otroki, ki jih je morda spolno zlorabljal, v dnevnik, ki ga je imenoval Ephemeridae, v katerem je navedel »nagnjenost k najstnicam z utemeljitvijo, da je njihova nedolžnost idealna kombinacija za njegov naravni genij«.
Schrödinger je pri 39 letih poučeval 14-letno »Ithi« Junger in se glede na poročanje Irsih Daily Mail »domnevno [potegoval] za [njeno] naklonjenost«. John Gribbin je v svoji biografiji Schrödingerja iz leta 2012 zapisal: »Poleg matematike so lekcije vključevale 'precej božanja in crkljanja' in Schrödinger se je kmalu prepričal, da je zaljubljen v Ithi«. Jungerjeva je pri 17 letih zanosila in bila po ponesrečenem splavu nezmožna spet zanositi, Schrödinger pa jo je zapustil in si našel druge tarče. Za eno od njih, s katero je imel Schrödinger otroka na Irskem, je družina uporabljala psevdonim Kate Nolan, da bi zaščitila žrtev.
Carlo Rovelli v svoji knjigi Helgoland ugotavlja, da je Schrödinger »vedno vzdrževal več odnosov hkrati – in ni skrival, da se je navduševal nad predadolescentnimi dekleti«. Na Irskem, piše Rovelli, je imel po enega otroka z dvema študentkama. Med raziskovanjem družinskega drevesa je Bernard Biggar odkril poročila, da je Schrödinger zapeljeval svojo sestrično Barbaro MacEntee, ko je bila stara 12 let. Kot kaže je njen stric, matematik in duhovnik Pádraig de Brún, svetoval Schrödingerju, naj je ne zasleduje več in Schrödinger je pozneje v svojem dnevniku zapisal, da je bila ena izmed njegovih »neuslišanih ljubezni«.
V biografiji avtorja Walterja Moora je opisano, da je bil Schrödingerjev odnos do žensk »v osnovi odnos moške nadvlade«, oceno, ki jo je potrdila Helge Kragh v svoji recenziji Mooreove biografije: »Osvajanje žensk, zlasti zelo mladih žensk, je bila sol življenja za tega iskrenega romantika in moškega šovinista.«
V članku Irish Timesa iz leta 2021 je časopis Schrödingerjev vzorec serijske zlorabe opredelil kot »vedenje, [ki je] ustrezalo profilu pedofila v splošno razumljenem pomenu tega izraza.« Oddelek za fiziko Kolidža svete Trojice v Dublinu je januarja 2022 objavil, da bodo priporočili, da se predavalnica, ki je bila od devetdesetih let dvajsetega stoletja poimenovana po Schrödingerju, preimenuje zaradi zgodovine njegovih spolnih zlorab, medtem ko bi sliko znanstvenika odstranili, razmišljajo pa tudi o preimenovanju naslova serije predavanj.

## Akademski interesi in življenje uma
Schrödinger je zgodaj v svojem življenju eksperimentiral na področjih elektrotehnike, atmosferske elektrike in atmosferske radioaktivnosti, vendar je običajno delal s svojim nekdanjim učiteljem Franzom Exnerjem. Študiral je tudi teorijo vibracij, teorijo Brownovega gibanja in matematično statistiko. Leta 1912 je Schrödinger na povabilo urednikov Handbook of Electricity and Magnetism napisal članek o dielektričnosti. Istega leta je Schrödinger podal teoretično oceno verjetne višinske porazdelitve radioaktivnih snovi, ki je bila potrebna za razlago opazovane radioaktivnosti ozračja, in avgusta 1913 izvedel več poskusov v Zeehameu, ki so potrdili njegovo teoretično oceno in ocene Victorja Franza Hessa. Za to delo je Schrödinger leta 1920 prejel Haitingerjevo nagrado (Haitinger-Preis) Avstrijske akademije znanosti. Druge eksperimentalne študije, ki jih je mladi raziskovalec izvedel leta 1914, so bile preverjanje formul za kapilarni tlak v plinskih mehurčkih in preučevanje lastnosti mehkega sevanja beta, ki ga povzročajo žarki gama, ko trčijo ob kovinsko površino. Zadnje delo je opravil skupaj s prijateljem Kohlrauschom. Leta 1919 je Schrödinger izvedel svoj zadnji fizikalni poskus na koherentni svetlobi in se nato osredotočil na teoretične študije.

### Kvantna mehanika

#### Nova kvantna teorija
V prvih letih svoje kariere se je Schrödinger seznanil z idejami stare kvantne teorije, ki je bila razvilta v delih Maxa Plancka, Alberta Einsteina, Nielsa Bohra, Arnolda Sommerfelda in drugih. To znanje mu je pomagalo pri delu pri nekaterih problemih teoretične fizike, vendar se takratni avstrijski znanstvenik še ni bil pripravljen ločiti od tradicionalnih metod klasične fizike.
Prve Schrödingerjeve objave o atomski teoriji in teoriji spektra so se začele pojavljati šele v začetku dvajsetih let 20. stoletja, ko je spoznal Sommerfelda in Wolfganga Paulija ter po selitvi v Nemčijo. Januarja 1921 je Schrödinger končal svoj prvi članek na to temo, o Bohr-Sommerfeldovem učinku interakcije elektronov na nekatere značilnosti spektra alkalijskih kovin. Zanj je bila še posebej zanimiva vpeljava relativističnih dejavnikov v kvantni teoriji. Jeseni 1922 je z geometrijskega vidika analiziral orbite elektronov v atomu z uporabo metod, ki jih je razvil matematik Hermann Weyl (1885–1955). To delo, v katerem je bilo prikazano, da so kvantne orbite povezane z določenimi geometrijskimi lastnostmi, je bilo pomemben korak pri napovedovanju nekaterih značilnosti valovne mehanike. V začetku istega leta je ustvaril Schrödingerjevo enačbo relativističnega Dopplerjevega učinka za spektralne črte, ki temelji na hipotezi svetlobnih kvantov ob upoštevanju energije in gibalne količine. Všeč mu je bila ideja njegovega učitelja Exnerja o statistični naravi ohranitvenih zakonov, zato je navdušeno sprejel članke Bohra, Kramersa in Slaterja, ki so namigovali na možnost kršitve teh zakonov v posameznih atomskih procesih (npr. v procesu emisije sevanja). Čeprav so poskusi Hansa Geigerja in Waltherja Botheja kmalu vrgli senco dvoma, je bila ideja o energiji kot statističnem konceptu za Schrödingerja vseživljenjska privlačnost in o njej je razpravljal v nekaterih poročilih in publikacijah.

#### Rojstvo valovne mehanike
Januarja 1926 je Schrödinger v Annalen der Physik objavil članek Quantisierung als Eigenwertproblem (Kvantizacija kot problem lastnih vrednosti) o valovni mehaniki in predstavil, kar je danes poznamo kot Schrödingerjeva enačba. V tem članku je podal »izpeljavo« valovne enačbe za časovno neodvisne sisteme. Ta članek so po svetu slavili kot enega najpomembnejših dosežkov dvajsetega stoletja in je povzročil revolucijo v večini področij kvantne mehanike pa tudi vse fizike in kemije. Samo štiri tedne pozneje je bil objavljen drugi članek, ki je rešil probleme kvantnega harmoničnega oscilatorja, togega rotorja in dvoatomske molekule ter dal novo izpeljavo Schrödingerjeve enačbe. Tretji članek, objavljen maja, je pokazal enakovrednost njegovega pristopa Heisenbergovemu in podal obravnavo Starkovega pojava. Četrti dokument v tej seriji je pokazal, kako obravnavati probleme, pri katerih se sistem spreminja s časom, na primer pri problemih razprševanja. V tem članku je predstavil kompleksno rešitev valovne enačbe, da bi preprečil pojav diferencialnih enačb četrtega in šestega reda. Schrödinger je končno reduciral red enačbe na ena. To je bil verjetno trenutek, ko je kvantna mehanika prešla z realnih na kompleksna števila. Ti dokumenti so bili njegov osrednji dosežek in fizikalna skupnost jih je takoj prepoznala kot velikega pomena.
Schrödinger ni bil povsem zadovoljen z implikacijo kvantne teorije, ki je njegovo teorijo omenjala kot »valovno mehaniko«. O interpretaciji verjetnosti kvantne mehanike je napisal: »Ni mi všeč in žal mi je, da sem imel kdaj kaj opraviti s tem«. Samo zato, da bi osmešil københavnsko interpretacijo kvantne mehanike, si je izmislil znameniti miselni eksperiment, imenovan paradoks Schrödingerjeve mačke, in govorilo se je, da se je jezno pritoževal svojim študentom, da »zdaj prekleti gottingenski fiziki uporabljajo mojo čudovito valovno mehaniko za računanje njihovih usranih matričnih elementov«
Do leta 1960 je bilo objavljeno več kot 100.000 znanstvenih člankov, ki so izhajali iz njegove teorije.

#### Delo na enotni teoriji polja
Po svojem delu na kvantni mehaniki je Schrödinger posvetil veliko truda delu na enotni teoriji polja, ki bi združila gravitacijo, elektromagnetizem in jedrske sile v okviru Splošne teorije relativnosti, o čemer si je dopisoval z Albertom Einsteinom. Leta 1947 je v govoru na Kraljevi irski akademiji objavil rezultat, afino teorijo polja (Affine Field Theory), vendar je Einstein to objavo kritiziral kot »preuranjeno«, saj ni pripeljala do želene enotne teorije.

### Barva
Schrödinger se je močno zanimal za psihologijo, zlasti zaznavanje barv in kolorimetrijo (nemško: Farbenmetrik). Kar nekaj let svojega življenja se je ukvarjal s temi vprašanji in na tem področju objavil vrsto prispevkov:
- "Theorie der Pigmente von größter Leuchtkraft", Annalen der Physik, (4), 62, (1920), 603–22 (Teorija pigmentov z najvišjo svetilnostjo)
- "Grundlinien einer Theorie der Farbenmetrik im Tagessehen", Annalen der Physik, (4), 63, (1920), 397–456; 481–520 (Oris teorije merjenja barv za dnevno zaznavanje svetlobe)
- "Farbenmetrik", Zeitschrift für Physik, 1, (1920), 459–66 (Merjenje barv).
- "Über das Verhältnis der Vierfarbenzur Dreifarben-theorie", Mathematisch-Naturwissenschaftliche Klasse, Akademie der Wissenschaften, Wien, 134, 471, (O razmerju teorije štirih barv do teorije treh barv).
- "Lehre von der strahlenden Energie", Müller - Pouillets Lehrbuch der Physik und Meteorologie, letnik 2, del 1 (1926) (Pragovi barvnih razlik).

Njegovo delo o psihologiji zaznavanja barv sledi korakom Newtona, Maxwella in von Helmholtza na istem področju. Nekateri od teh člankov so bili prevedeni v angleščino, objavljeni so bili v: Sources of Color Science, ur. David L. MacAdam, MIT Press (1970) in v Erwin Schrödinger’s Color Theory, Translated with Modern Commentary, ur. Keith K. Niall, Springer (2017). ISBN 978-3-319-64619-0 DOI: 10.1007/978-3-319-64621-3.

### Zanimanje za filozofijo
Schrödinger se je zelo zanimal za filozofijo in nanj so vplivala dela Arthurja Schopenhauerja in Barucha Spinoze. V svojem predavanju Um in materija je dejal, da je »svet, razširjen v prostoru in času, le naša upodobitev.« To so prve besede Schopenhauerjevega glavnega dela. Schopenhauerjeva dela so ga seznanila tudi z indijsko filozofijo, natančneje z Upinšadami in interpretacijo Advaite Vedante. Nekoč je prevzel posebno misel: »Če je svet res ustvarjen z našim dejanjem opazovanja, bi moralo biti na milijarde takih svetov, eden za vsakega od nas. Kako to, da sta tvoj in moj svet enaka? Če se kaj zgodi v mojem svetu, se to zgodi tudi v tvojem? Kaj povzroča, da se vsi ti svetovi med seboj sinhronizirajo?«.
»Očitno obstaja samo ena alternativa, namreč poenotenje umov oziroma zavesti. Njihova mnogoterost je le navidezna, v resnici je samo en um. To je doktrina Upinšad.«
 Schrödinger je v svojih predavanjih in pisanjih obravnaval teme, kot so zavedanje, problem duha in telesa, čutno zaznavanje, svobodna volja in objektivna resničnost.
Schrödingerjev pogled na odnose med vzhodno in zahodno miselnostjo je bil preudaren, saj je izražal spoštovanje do vzhodne filozofije, obenem pa je priznal, da nekatere ideje ne ustrezajo empiričnim pristopom k naravni filozofiji. Schrödinger je izrazil naklonjenost ideji tat tvam asi in izjavil: »lahko se vržeš plosko na tla, iztegnjen na materi Zemlji, s prepričanjem, da si eno z njo in ona s teboj.«

## Zapuščina
O filozofskih vprašanjih, ki jih odpira Schrödingerjeva mačka, se še danes razpravlja in ostajajo njegova najtrajnejša zapuščina v poljudni znanosti, medtem ko je Schrödingerjeva enačba njegova najtrajnejša zapuščina na bolj tehnični ravni. Schrödinger je eden izmed posameznikov, ki so bili imenovani »oče kvantne mehanike«. Po njem je poimenovan veliki krater Schrödinger na oddaljeni strani Lune. Mednarodni inštitut za matematično fiziko Erwina Schrödingerja je bil ustanovljen leta 1993 na Dunaju. V širši javnosti je postal znova prepoznavnejši zaradi pogostega omenjanja miselnega preskusa Schrödingerjeve mačke v seriji The Big Bang Theory.
Schrödingerjev portret je bil glavni element avstrijskega bankovca za 1000 šilingov iz leta 1983–97.
Po njem sta poimenovani stavba Univerze v Limericku na Irskem in Erwin Schrödinger Zentrum v Adlershofu v Berlinu.
Schrödingerju je posvečena tudi predavalnica na Kolidžu svete Trojice v Dublinu. Januarja 2022 je vodja Fakultete za fiziko izjavil, da bodo zaradi Schrödingerjeve »zgodovine spolne zlorabe žensk in otrok« predlagali opustitev imena Schrödingerjeve predavalnice.
126. obletnico Schrödingerjevega rojstva leta 2013 so obeležili z Google Doodle.

## Priznanja
- Nobelova nagrada za fiziko (1933) za formulacijo Schrödingerjeve enačbe, ki si jo deli s Paulom Diracom[74]
- medalja Maxa Plancka (1937)
- leta 1949 izvoljen za tujega člana Kraljeve družbe (ForMemRS)[75]
- nagrada Erwina Schrödingerja Avstrijske akademije znanosti (1956)
- avstrijsko odlikovanje za znanost in umetnost (1957)

## Objavljena dela
- Bibliograija Erwina Schrödingerja Arhivirano 2019-10-29 na Wayback Machine., ki so ga sestavili Auguste Dick, Gabriele Kerber, Wolfgang Kerber in Karl von Meyenn
- Science and the human temperament Allen & Unwin (1935), prevedel in uvedel James Murphy, s predgovorom Ernesta Rutherforda
- Nature and the Greeks and Science and Humanism Cambridge University Press (1996) ISBN 978-0-521-57550-8.
- The interpretation of Quantum Mechanics Ox Bow Press (1995) ISBN 978-1-881987-09-3.
- Statistical Thermodynamics Dover Publications (1989)ISBN 978-0-486-66101-8 .
- Collected papers Friedr. Vieweg in Sohn (1984) ISBN 978-3-7001-0573-2.
- My View of the World Ox Bow Press (1983) ISBN 978-0-918024-30-5.
- Expanding Universes Cambridge University Press (1956).
- Space-Time Structure Cambridge University Press (1950) ISBN 978-0-521-31520-3.[76]
- What Is Life?[mrtva povezava] Macmillan (1944).
- What Is Life? & Mind and Matter Cambridge University Press (1974) ISBN 978-0-521-09397-2.